# Высокий Есеник
Высокий Е́сеник (чеш. Hrubý Jeseník, нем. Altvatergebirge/Hohes Gesenke) — горный хребет на севере Моравии и Чешской Силезии в Восточных Судетах.
Высшая точка — гора Прадед (1492 м), это второй по высоте горный хребет страны. Площадь массива — около 530 км². Другие вершины — горы Кепрник (1423 м), Высокая Голе (1464 м) и Мравенечник (1343 м). Сложены горы главным образом кристаллическими сланцами.
На склонах гор организованы горнолыжные трассы, здесь находятся два популярных курорта — Велке-Лосины и Ганушовице.
В северной части хребта расположен город Есеник, в котором в 1822 году была открыта первая в мире водолечебница.
В районе деревни Рейвиз организован заповедник, славящийся многочисленными озёрами, среди которых можно выделить Большое Моховое озеро.